# Красное (Туапсинский район)
Красное — село в Туапсинском районе Краснодарского края. Входит в состав Вельяминовского сельского поселения.

## География
Село Красное расположено в 10 км от Туапсе.

## История
Деревня Туапсинка основана в 1869 году (по другим данным — в 1864 году). греческими пересленцами. В 1905 году имела 18 дворов и входила в состав Вельяминовского сельского общества.
После 1920 года переименовано в посёлок Красное, хотя на всех топографических картах до 1940-х годов обозначено, как село Греческое.
По состоянию на 26 апреля 1923 года село числилось в составе Вельяминовской волости Туапсинского района Черноморского округа Кубано-Черноморской области.

## Население
| 1999 | 2002 | 2010 |
| ---- | ---- | ---- |
| 379  | ↗403 | ↗410 |

## Улицы
- пер. Зелёный,
- ул. Горная,
- ул. Лесная,
- ул. Майкопская,
- ул. Новая.